# Baldruus
Baldruus ist ein Göttername, der möglicherweise auf einer römerzeitlichen Inschrift aus der Provinz Germania inferior erscheint. Während die ältere Forschung ihn mit dem nordischen Gott Baldr gleichsetzte, lehnt die moderne Forschung die Existenz eines Gottes Baldruus als nicht erwiesen ab.

## Utrechter Inschriftensteine
Aus der römischen Siedlung Traiectum, heute Utrecht, wurden zwei Inschriftentafeln geborgen, die mittels Schnörkel nahezu unleserlich gemacht worden sind. Die beiden Tafeln werden ins 3. oder 4. Jahrhundert datiert und dürften von einer Tempelmauer stammen. Neben Baldruus erscheinen auch die sonst nicht belegten Götternamen Hercules Alabuandus und Lobbonus in der Inschrift, zweimal auch der ansonsten sehr gut belegte Hercules Magusanus, zudem noch die  Göttinnen Borvoboendoa, Cobba und Vabusoa, die auch nur hier erwähnt werden. Während sich die ältere Forschung noch um eine Deutung bemühte, werden die Tafeln und Lesevorschläge von der modernen Forschung nicht mehr anerkannt. 